# 中村昭
中村 昭（なかむら あきら、1957年4月10日 - ）は、埼玉県出身の元プロ野球選手（捕手）。

## 来歴・人物
上尾高では2年生の時、捕手として1974年の夏の甲子園に出場。2回戦に進むが平安高に延長13回サヨナラ負けを喫する。翌1975年の夏の甲子園にも連続出場。この大会では四番打者を務め、原辰徳、津末英明らを擁する東海大相模高を準々決勝で破る。準決勝では新居浜商の片岡大蔵から初回に3点を奪うが、6回に5失点、逆転を許し敗退した。
1975年のプロ野球ドラフト会議において、ロッテオリオンズに6位指名されたが拒否し、社会人野球の三協精機に進む。樋江井忠臣、伊藤弘利らとバッテリーを組むが、1978年には野球部が休部。9月に同社を退社し、同年12月にドラフト外で読売ジャイアンツに入団。
巨人在籍中はブルペン捕手として一軍登録されたが、試合への出場機会はなかった。1983年に現役を引退。
現役引退後は、巨人のブルペン捕手、バッテリーコーチ、球団職員を経て、2012年時点ではジャイアンツアカデミーのコーチ。

## 詳細情報

### 年度別打撃成績
- 一軍公式戦出場なし

### 背番号
- 60 （1979年 - 1982年）
- 98 （1983年 - 1990年）
- 78 （1991年）
- 98 （1992年）